# Smoljan (region)
Smoljan är en region (oblast) med 107 282 invånare (2017) belägen i södra Bulgarien. Den administrativa huvudorten är Smoljan.

## Administrativ indelning
Oblastet är indelat i 10 kommuner: Banite, Borino, Devin,  Dospat, Madan, Nedelino, Roedozem, Smoljan, Tjepelare och Zlatograd.